# ハインリヒ1世 (メードリンク公)
メードリンク公ハインリヒ老公（Heinrich der Ältere, Herzog von Mödling, 1158年 - 1223年9月11日）は、バーベンベルク家のオーストリア公ハインリヒ2世とテオドラ・コムネナの息子で、オーストリア公レオポルト5世の弟。同名の息子との区別のため、老公（der Ältere）といわれる。

## 生涯
ハインリヒは、父ハインリヒ2世の存命中からすでにオーストリア公領を支配していた兄レオポルト5世より、メードリンクの支配を任された。メードリンクはバーベンベルク家の古くからの領地の一つであり、ハインリヒのもとで大きく発展した。ハインリヒは自ら公爵と名のり、メードリンク城を建設し自身の居城とした。ハインリヒの評判は高かったが、兄と争うことはなかった。
ハインリヒは1223年9月11日に死去し、ハイリゲンクロイツ修道院のチャプター・ハウス内のバーベンベルク家墓所に埋葬された。

## 結婚と子女

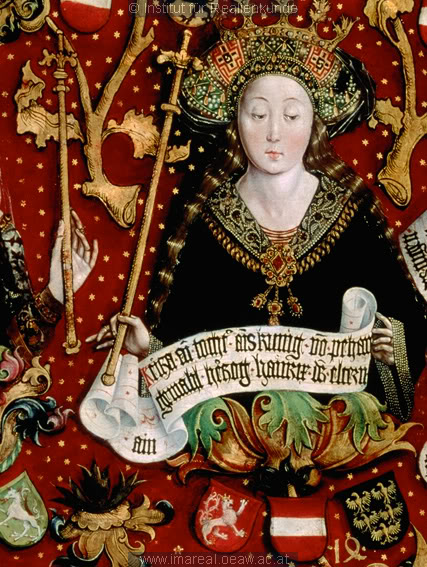
妃リヒサ

ハインリヒはボヘミア王ヴラジスラフ2世とその2番目の妃ユーディト・フォン・チューリンゲンの娘リヒサ（Richsa、リヒツァ、ライツァとも、1182年没）と結婚した。
- ハインリヒ（若公）（1236年没[3]） - メードリンク公、嗣子なく若公の代で断絶した。